# Thelcticopis quadrimunita
Thelcticopis quadrimunita là một loài nhện trong họ Sparassidae.
Loài này thuộc chi Thelcticopis. Thelcticopis quadrimunita được Embrik Strand miêu tả năm 1911.